# Håverud

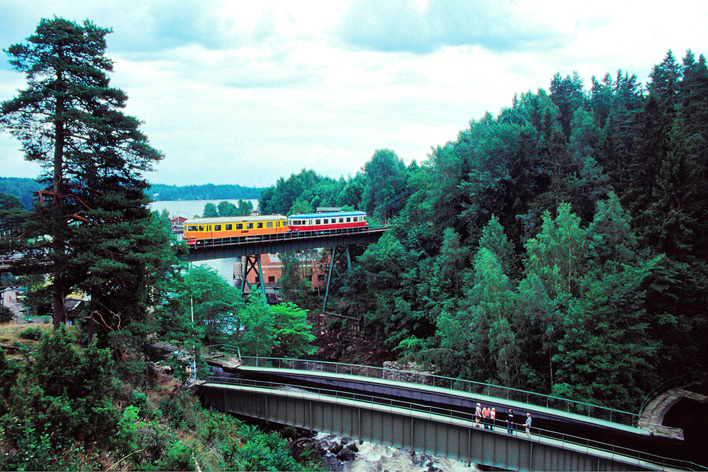
Dalslandkanal bei Håverud

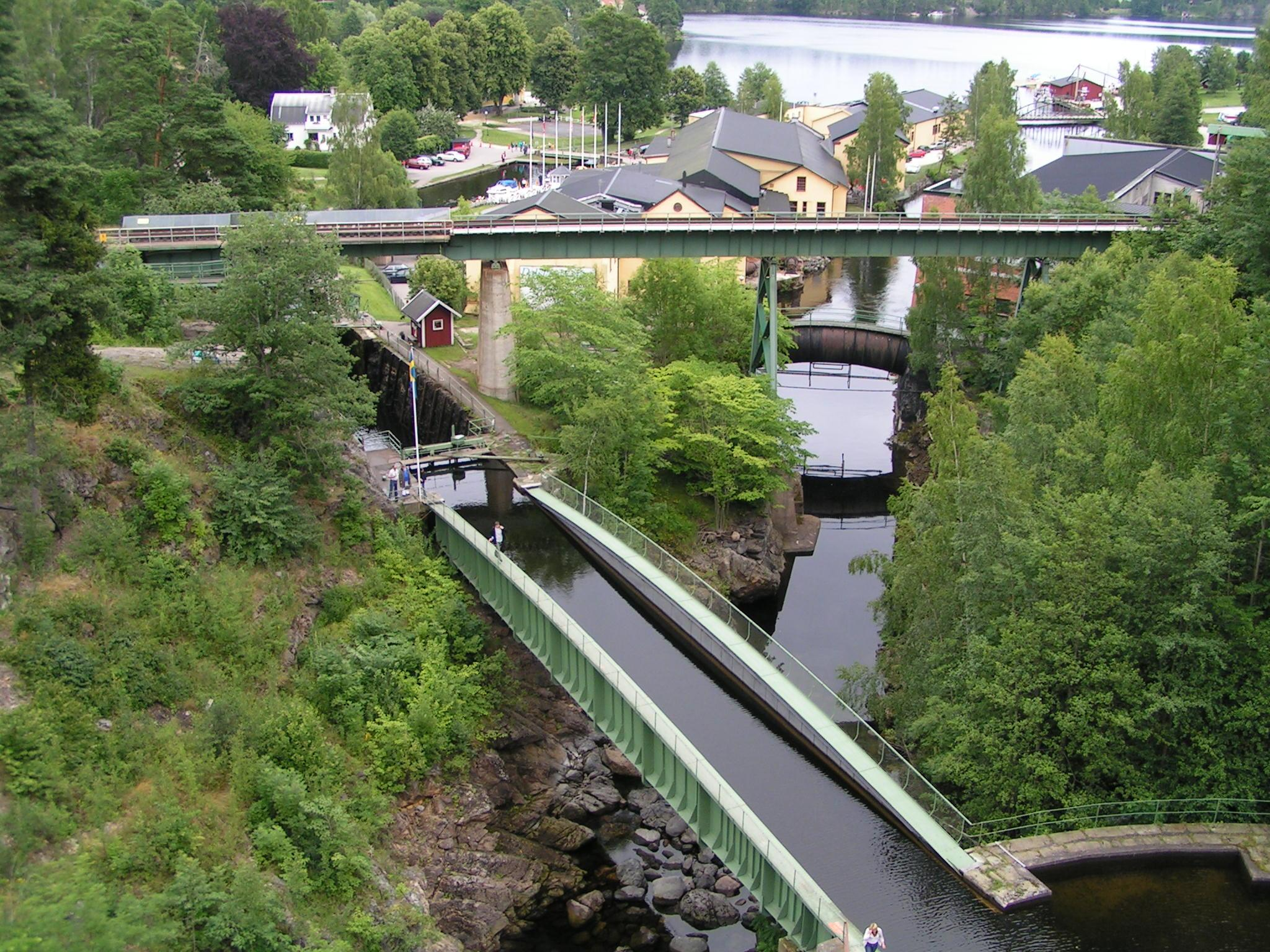
Håveruds Aquädukte

Håverud ist eine Ortschaft (småort) in der westschwedischen Provinz Västra Götaland und der historischen Landschaft Dalsland. Der Ort in der Gemeinde Mellerud liegt am Dalsland-Kanal zwischen zwei Seen und verfügt über ein landesweit berühmtes Aquädukt.
Die Trogbrücke wurde 1868 erbaut und wird von einer Eisenbahnbrücke und einer Straßenbrücke überspannt. Das angrenzende Kanalmuseum informiert über örtliche Geschichte, Natur, Geologie, Kanalbau und Industrie. Direkt am Museum ist eine Anlegestelle für die Passagierschifffahrt in den Vänern und die nördlichen Seengebiete, die sich bis in die südlichen Landesteile Norwegens erstrecken.